# Il Divo
Il Divo — міжнародний квартет співаків з консерваторською освітою та оперними голосами в стилі класичного кросоверу, внесений до книги рекордів Гіннеса у 2006 році як найуспішніший комерційний міжнародний поп-проєкт.

## Історія
Ініціатором створення квартету був Саймон Ковелл — британський музичний продюсер, відомий завдяки роботі з командою «Westlife», участю в створенні телешоу «American Idol», «X-Factor». Натхненний спільним записом з Андреа Бочеллі та Сарою Брайтман, він вирішив створити міжнародний поп-квартет, учасники котрого співали б як «три тенори», а виглядали як моделі «Armani». Кастинг проводився протягом двох років у різних країнах світу, в результаті якого було обрано чотири учасники — іспанський баритон Карлос Марін, швейцарський тенор Урс Бюлер, французький співак Себастьян Ізамбар та американський тенор Девід Міллер.
Дебютний альбом Il Divo поступив у продаж в 2004 році, та опинився на першому місці у багатьох національних чартах. У наступному році випущений диск Ancora (1-е місце у Великій Британії, 1-е місце в США). Група записує пісні англійською, іспанською, італійською, латинською та французькою мовами. Їх стиль виконання можна позначити як поєднання традиційної поп-музики з оперою. Il Divo записувались в дуеті із Селін Діон та Тоні Брекстон (з якою виконували офіційний гімн Чемпіонату світу з футболу 2006). Того ж року брали участь в північноамериканському турне Барбари Стрейзанд як спеціальні гості. Турне принесло рекордні збори в розмірі $ 92,5 млн.

## Склад

### Девід Міллер
Девід Міллер (д.н. 14.04.1973 р., Сан-Дієго, Каліфорнія) — тенор із США, випускник Оберлінської консерваторії в Огайо, де отримав ступінь бакалавра зі спеціальності «вокал» та ступінь магістра зі спеціальності «оперний театр». Останні 10 років жив у Нью-Йорку де зіграв більш ніж 45 головних ролей в різних оперних та музичних постановках в театрах Південної та Північної Америки, Австралії та Європи, серед них роль Тоні у мюзиклі Вестсайдські історії в міланському театрі «Ла Скала». Найкращою роботою Девіда вважається його роль Родольфо у бродвейскій версії опери Пуччіні «La Boheme» у 2002 році. Одружений з оперною співачкою Сарою Джой Кабанак.

### Себастьян Ізамбар
Себастьян Ізамбар (д.н. 07.03.1973 р., Париж) — народився в Парижі, єдиний у групі без вокальної освіти. Жив у Парижі і працював з багатьма французькими артистами. У 2000 році Себастьян випустив свій перший сольний альбом «Libre», пісні якого довго займали перші сходинки хіт-парадів. А вже у 2001році він виступив на концертах Джоні Холлідея, як гість у концертному залі «Олімпія» при повних аншлагах. Себастьян виконував роль Бізнесмена у мюзіклі 2002 року «Маленький принц». Працював над другим сольним альбомом, допоки не став членом групи в 2003році. Одружений з австралійкою Рене Мерфі, має двох дітей — Лука та Роза.

### Урс Бюлер
Урс Бюлер (д.н. 19.07.1971 р., Віллісау, кантон Люцерн) — тенор із Швейцарії, почав виступати на публіці в 17 років, у складі групи «Conspiracy» (укр. Змова), що грала хард-рок в його рідному Люцерні, де він відвідував Академію церковної музики. Пізніше переїхав до Амстердаму, де займався вокалом в Амстердамській консерваторії. Урс провів 7 років у Голландії, де брав участь в ораторіях та виступав у Нідерландській Опері. Живе з партнеркою Танею Родні, має доньку Біллі (Вільгельміна).

### Карлос Марін
Карлос Марін (1968—2021) — баритон із Іспанії, народжений у Німеччині, мешканець Мадриду, завоював репутацію, виконуючи головні ролі в іспанських версіях мюзиклів «Знедолені», «Людина із Ла Манчі» та «Красуня і Чудовисько». Свою співочу кар'єру розпочав дуже рано. Коли йому було вісім років, він випусти свій перший альбом з такими відомими піснями, як «О sole mio» та «Granada». У десять років він випустив другий альбом «Mijn Lieve Mama». Карлос завоював публіку в інших країнах та отримав визнання критиків як прима-баритон в багатьох операх, в тому числі в таких відомих як «Травіата», «Севільський цирульник», «Богема» и «Мадам Баттерфляй». Був одружений з іспанською співачкою Джеральдін Ларосса.

## Дискографія

### Студійні альбоми
1. 2004 — Il Divo
2. 2005 — The Christmas Collection
3. 2005 — Ancora
4. 2006 — Siempre
5. 2008 — The Promise
6. 2011 — Wicked Game
7. 2013 — A Musical Affair

### Альбоми компіляції
1. 2006 — Il Divo Collezione
2. 2012 — The Greatest Hits

### Концертні альбоми
1. 2009 — An Evening with Il Divo: Live in Barcelona
2. 2014 — Live in Japan

### спеціальні випуски
1. 2005 — Il Divo. Gift Edition
2. 2006 — Christmas Collection. The Yule Log
3. 2008 — The Promise. Luxury Edition
4. 2011 — Wicked Game. Gift Edition
5. 2011 — Wicked Game. Limited Edition Deluxe Box Set
6. 2012 — The Greatest Hits. Gift Edition 53
7. 2012 — The Greatest Hits. Deluxe Limited Edition
8. 2014 — A Musical Affair. Exclusive Gift Edition
9. 2014 — A Musical Affair. French Versión